# Tranvia Steffisburg-Thun-Interlaken
La tranvia Steffisburg-Thun-Interlaken (nota anche come Rechtsufrige Thunerseebahn, letteralmente "ferrovia della sponda destra del lago di Thun") era una linea tranviaria che collegava Steffisburg con Thun e Interlaken.

## Storia
La linea nacque per meglio servire i comuni posti sulla sponda est del lago di Thun, non serviti dalla ferrovia come quelli della sponda ovest, ma solo da un servizio di battelli. Sin dal 1900 i consigli comunali di Steffisburg, Thun, Goldiwil, Hilterfingen, Oberhofen am Thunersee e la direzione della funicolare Thunersee-Beatenberg richiesero al Consiglio federale la concessione per la costruzione e l'esercizio di una tranvia tra Steffisburg, Thun e Interlaken passante per la riva orientale del lago di Thun; una nuova domanda venne presentata ed accolta nel 1905. 
Nel 1911 si costituì la società Elektrische Bahn Steffisburg-Thun-Interlaken (STJ, nota anche con la denominazione francese Compagnie du chemin de fer electrique Steffisbourg-Thoune-Interlaken). Il 10 ottobre 1913 aprì la prima tratta, tra Steffisburg, Thun e Oberhofen; circa due mesi dopo, alla vigilia di Natale, aprì la tratta tra Oberhofen e Beatenbucht, e la linea fu completata il 20 giugno 1914 con la tratta Beatenbucht-Interlaken.
Lo scoppio della Prima guerra mondiale, avvenuto a poche settimane dal completamento della linea, portò al crollo dei flussi turistici della zona e a problemi finanziari (aggravati da una causa intentata ai costruttori della tranvia), dai quali la STJ provò a risollevarsi trovando nuovi soci e cambiando ragione sociale nel 1916 in Elektrische Bahn Steffisburg-Thun-Interlaken, rechtsufrige Thunerseebahn.
Nel 1939 si rese necessario asfaltare la strada (sino ad allora sterrata) tra Beatenbucht e Interlaken: le autorità cantonali bernesi offrirono alla STJ 80.000 franchi in cambio della rimozione dei binari tranviari. La proposta fu accettata dalla società e il 18 dicembre 1939 la tratta Beatenbucht-Interlaken fu sostituita da un'autolinea (la concessione fu modificata a tal fine l'anno successivo).
Durante la Seconda guerra mondiale la linea venne impiegata dall'Esercito svizzero per trasportare personale e materiali, con un incremento dei viaggiatori (oltre un milione nel 1942, 1,37 milioni nel 1943 e oltre 1,5 milioni nel 1945). Terminato il conflitto gli impianti si rivelarono essere in condizioni precarie a causa della scarsità di manutenzione, fattore che unito alla diffusione della motorizzazione individuale causò un calo dei passeggeri, tanto da portare nel 1948 all'acquisto di alcuni autobus e alla decisione di sostituire il tram con un filobus. La filovia Thun-Beatenbucht sostituì il tram il 18 agosto 1952 (il servizio tranviario tra Merligen e Beatenbucht era stato soppresso già dal 30 gennaio, al fine di permettere le prime prove); rimase in esercizio la tratta Steffisburg-Thun, che chiuse il 1º luglio 1958, sostituita da autobus. Alcuni giorni dopo la chiusura definitiva della tranvia, il 12 luglio 1958, la STJ cambiò ragione sociale in Verkehrsbetriebe Steffisburg-Thun-Interlaken, STI, Rechtes Thunerseeufer.

## Caratteristiche
La linea, a scartamento metrico, era lunga 25,8 km. La linea era alimentata in corrente continua alla tensione di 1100 V; la pendenza massima era del 74 per mille, il raggio di curva minimo di 20 metri.

### Percorso
|  | Unknown route-map component "uexKBHFa" |

|  | Unknown route-map component "uexHST" |

|  | Unknown route-map component "uexHST" |

|  | Unknown route-map component "uexHST" |

|  | Unknown route-map component "uexHST" |

|  | Unknown route-map component "uexHST" |

|  | Unknown route-map component "uexHST" |

|  | Unknown route-map component "uexBHF" |

|  | Unknown route-map component "uexHST" |

|  | Unknown route-map component "uexHST" |

|  | Unknown route-map component "uexHST" |

| Unknown route-map component "uexKDSTaq" | Unknown route-map component "uexABZg+r" |

|  | Unknown route-map component "uexHST" |

| Unknown route-map component "uexSTR+l" | Unknown route-map component "uexABZgr+r" |

| Unknown route-map component "uexKBHFe" | Unused straight waterway |

|  | Unknown route-map component "uexHST" |

| Unknown route-map component "uexKBHFaq" | Unknown route-map component "uexABZgr+r" |

|  | Unknown route-map component "uexHST" |

|  | Unknown route-map component "uexBHF" |

|  | Unknown route-map component "uexHST" |

|  | Unknown route-map component "uexBHF" |

|  | Unknown route-map component "uexHST" |

|  | Unknown route-map component "uexHST" |

|  | Unknown route-map component "uexBHF" |

|  | Unknown route-map component "uexHST" |

|  | Unknown route-map component "uexHST" |

|  | Unknown route-map component "uexHST" |

|  | Unknown route-map component "uexHST" |

|  | Unknown route-map component "uexHST" |

|  | Unknown route-map component "uexHST" |

|  | Unknown route-map component "uexHST" |

|  | Unknown route-map component "uexBHF" |

|  | Unknown route-map component "uexHST" |

|  | Unknown route-map component "uexHST" |

|  | Unknown route-map component "uexHST" |

|  | Unknown route-map component "uexBHF" |

|  | Unknown route-map component "uexHST" |

|  | Unknown route-map component "uexHST" |

|  | Unknown route-map component "uexHST" |

|  | Unknown route-map component "uexHST" |

|  | Unknown route-map component "uexHST" |

|  | Unknown route-map component "uexBHF" |

|  | Unknown route-map component "uexHST" |

|  | Unknown route-map component "uexBHF" |

|  | Unknown route-map component "uexBHF" |

|  | Unknown route-map component "uexTUNNEL1" |

|  | Unknown route-map component "uexTUNNEL1" |

|  | Unknown route-map component "uexBHF" |

|  | Unknown route-map component "uexTUNNEL1" |

|  | Unknown route-map component "uexTUNNEL1" |

|  | Unknown route-map component "uexBHF" |

|  | Unknown route-map component "uexHST" |

|  | Unknown route-map component "uexBHF" |

|  | Unknown route-map component "uexHST" |

|  | Unknown route-map component "uexBHF" |

|  | Unknown route-map component "uexHST" |

|  | Unknown route-map component "uexHST" |

|  | Unknown route-map component "uexKBHFe" |

I tram partivano (sia in direzione Steffisburg che in direzione Interlaken) dal piazzale antistante la stazione di Thun. Attraversato l'Aar la linea si biforcava: per Steffisburg si dirigeva verso nord (in questa tratta si trovava anche il deposito sociale), mentre per Interlaken si dirigeva verso sud, imboccando la strada principale 221 e seguendo la sponda orientale del lago di Thun toccando i comuni di Hilterfingen, Oberhofen am Thunersee, Sigriswil, Beatenberg (dove effettuava una fermata nei pressi delle grotte di San Beato), e Unterseen. La linea aveva il proprio capolinea meridionale nei pressi della stazione di Interlaken Ovest.

## Materiale rotabile
Per l'apertura della linea la Waggonfabrik Gebrüder Credé di Kassel e la Siemens-Schuckert costruirono quattordici elettromotrici (Ce 2/2 1÷14), quattro rimorchi chiusi (C 31÷34), quattro rimorchi giardiniera (C 51÷54), due bagagliai-postali (FZ 91÷92) e svariati carri merci, tutti a due assi. Ad essi si aggiunse nel 1917 un carro-innaffiatore automotore a carrelli (Xe 2/4 101) e nel biennio 1920-1921 altre otto rimorchiate a due assi (BC 35÷39 e C 41÷43).
Con la chiusura della tratta Thun-Beatenbucht sei motrici e altrettanti rimorchi vennero ceduti alla rete tranviaria di Innsbruck, mentre un tram fu demolito e la motrice-innaffiatrice passò alle Ferrovie Regionali Ticinesi; alla cessazione della linea le motrici superstiti vennero demolite, mentre alcune rimorchiate vennero cedute alla ferrovia San Gallo-Trogen.